# Sušárna a sklad chmele Vinzenze Zulegera
Sušárna a sklad chmele Vinzenze Zulegera je secesní sklad a sušárna na chmel, která se nachází na roku ulice Kovářská a Smetanovo náměstí pod čp. 1232 v Žatci. Od roku 2018 je zapsán jako kulturní památka v Ústředním seznamu nemovitých kulturních památek České republiky. Památkově chráněná budova se nachází na území Krajiny žateckého chmele.

## Historie
Tento objekt byl vyprojektován jako sklad chmele a sirná sušárna v lednu roku 1913 stavitelem a architektem Johannem Salomonem pro Vincenze Zulegera. Rodina Zulegerů byla v Žatci jednou z nejznámějších německých obchodních firem s chmelem. Díky kvalitnímu architektonickému řešení tohoto industriálního objektu mohl být začleněn do městské zástavby. V roce 1933 se sklad stal majetkem firmy Josef Rott a spol.. V témže roce byla stavba po obvodu zpevněna železobetonovými výztužemi a v roce 1938 byl stavitelem Wilhelmem Fuchsem ve dvorní přízemní komorové přístavbě zřízen nový komín. Po únorových událostech 1948 sloužil národnímu podniku Výkupní sklad chmele. Ke svým původním účelům byl užíván ještě i kolem roku 2000.
Celou budovu tohoto bývalého skladu chmele a sušárny koupilo od CHMELAŘSTVÍ, družstvo Žatec v roce 2016 za 2,4 milionu korun město Žatec a následně Ústecký kraj pro vybudování galerie pro sbírku cenných uměleckých děl, které manželé Petr Zeman a Eva Kunstová darovali Ústeckému kraji. Budova byla vybrána díky svému zachovalému interiéru, různým požadavkům na únikové východy a podmínce od dárců, že sbírka musí být umístěna v Žatci. Ve sbírce se nacházelo zhruba 1 500 převážně malířských a sochařských děl moderního umění, a to například od Josefa Čapka, Emila Filly, Otty Gutfreunda, Františka Kupky, Kamila Lhotáka, Františka Muziky, Jana Zrzavého a dalších. Kromě českého umění byl součástí sbírky i soubor starožitného afrického a nepálského umění. V září 2016 schválili krajští zastupitelé darovací smlouvu, ale následně si manželé stanovili další podmínky a tento dodatek nebyl kvůli jednomu hlasu schválen. Podle klauzule dne 28. února 2018 darovací smlouva přestala platit a následovala varianta, že by sbírku převzala Národní galerie a v Žatci by se vybudovala pobočka NGP. Na to ale také nedošlo, a tak správu nad sbírkou má nakonec od roku 2019 Kunsthalle Praha.
Celý areál je od 5. září 2018 kulturní památkou v Ústředním seznamu nemovitých kulturních památek České republiky a v roce 2019 ji od kraje odkoupilo město Žatec.

## Popis
Budova postavená v uměřené klasicizující pozdní secese s lehce barokním nádechem byla vybudována v roce 1913. Jedná se o nárožní zděnou třípatrovou budovu s mansardovou střechou. Fasáda je omítaná nad kamenným soklem je v přízemí zdobeno kvádrováním a v prvním patře pásovou bosáží a okna jsou zapuštěná za líc, ohraničena pásovou šambránou. Druhé a třetí patro má okna na výšku spojená do pasů. Průčelí v mansardové střeše jsou do ulic a jejich štíty jsou bez výraznější architektonické výzdoby a mají pouze prosté šambrány a barokizující zvlnění. Na západní straně ve dvoře je tovární komín kruhového průřezu pro odtah ze sirných komor. Obytná a administrativní část je umístěna do přízemí a v prvním patře jihovýchodního průčelí, křídla levá a pravá byla určena pro sklad. Interiér má jednoduchý halový charakter, typický pro sklad chmele. Tvoří ho trámová nosná dřevěná konstrukce s mohutnými sloupy čtvercového průřezu, s jednoduše profilovanými sedly, pásky a na nich průvlaky, kolmo stropní trámy a záklop. Dochovala se původní technologie sušárny a sirné komory zahrnující například řetízky, táhla, násypky a skladové prostory. Budova je částečně podsklepená a její zděná kamenná konstrukce sklepa je zaklenutá cihelnými omítanými segmenty do kovových I profilů.

## Galerie

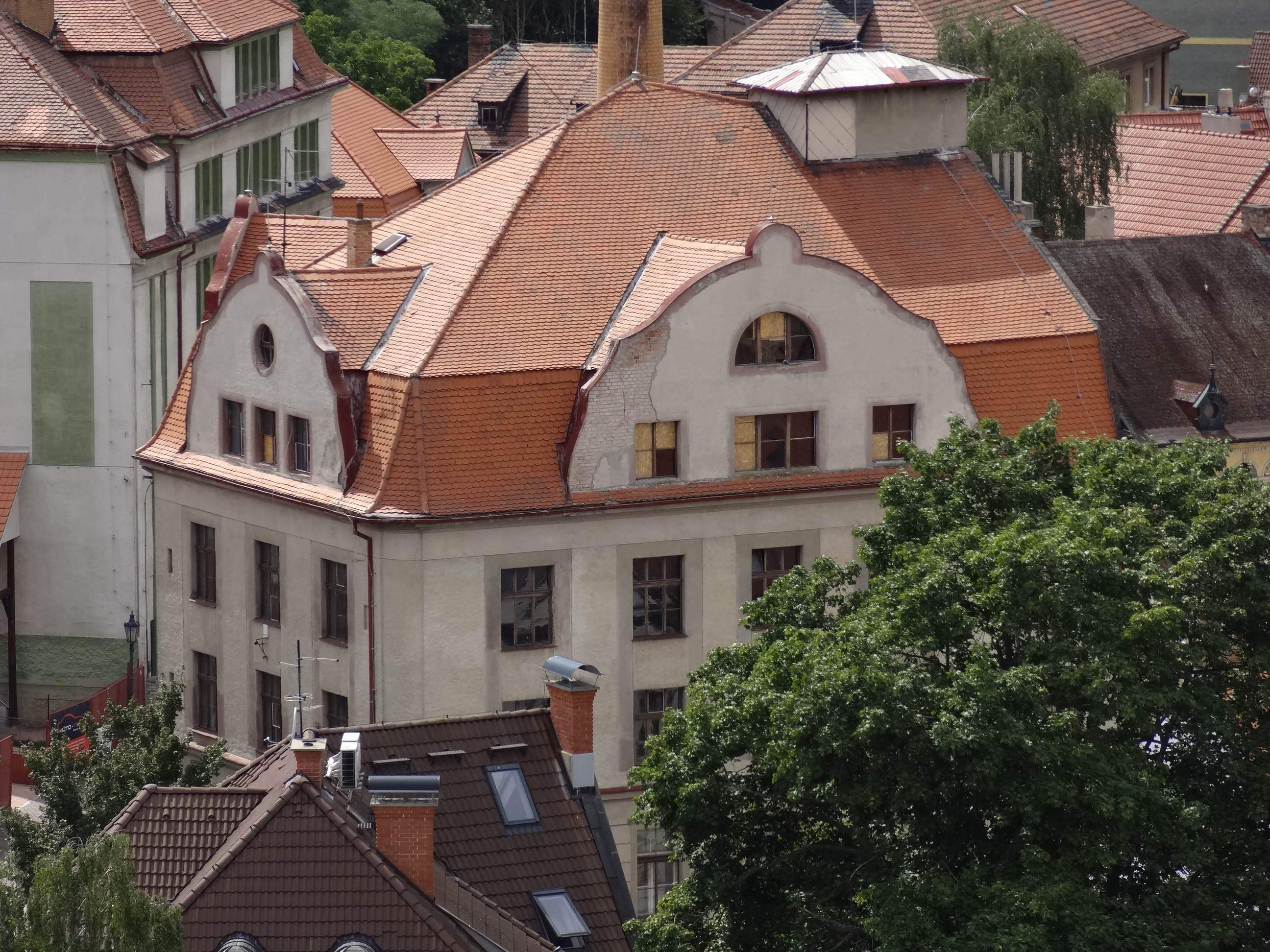
Pohled na střechu
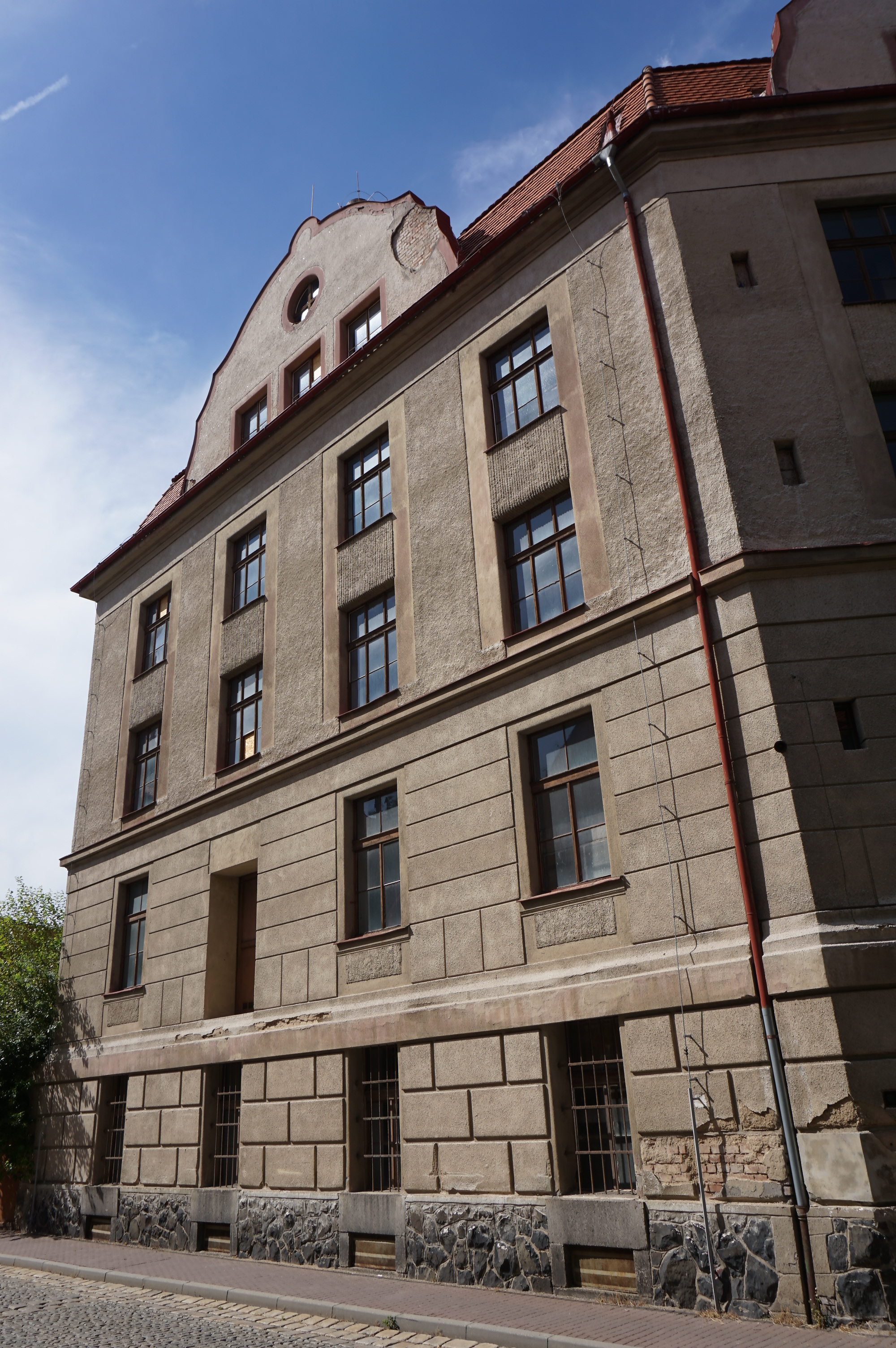
Detail průčelí levého křídla
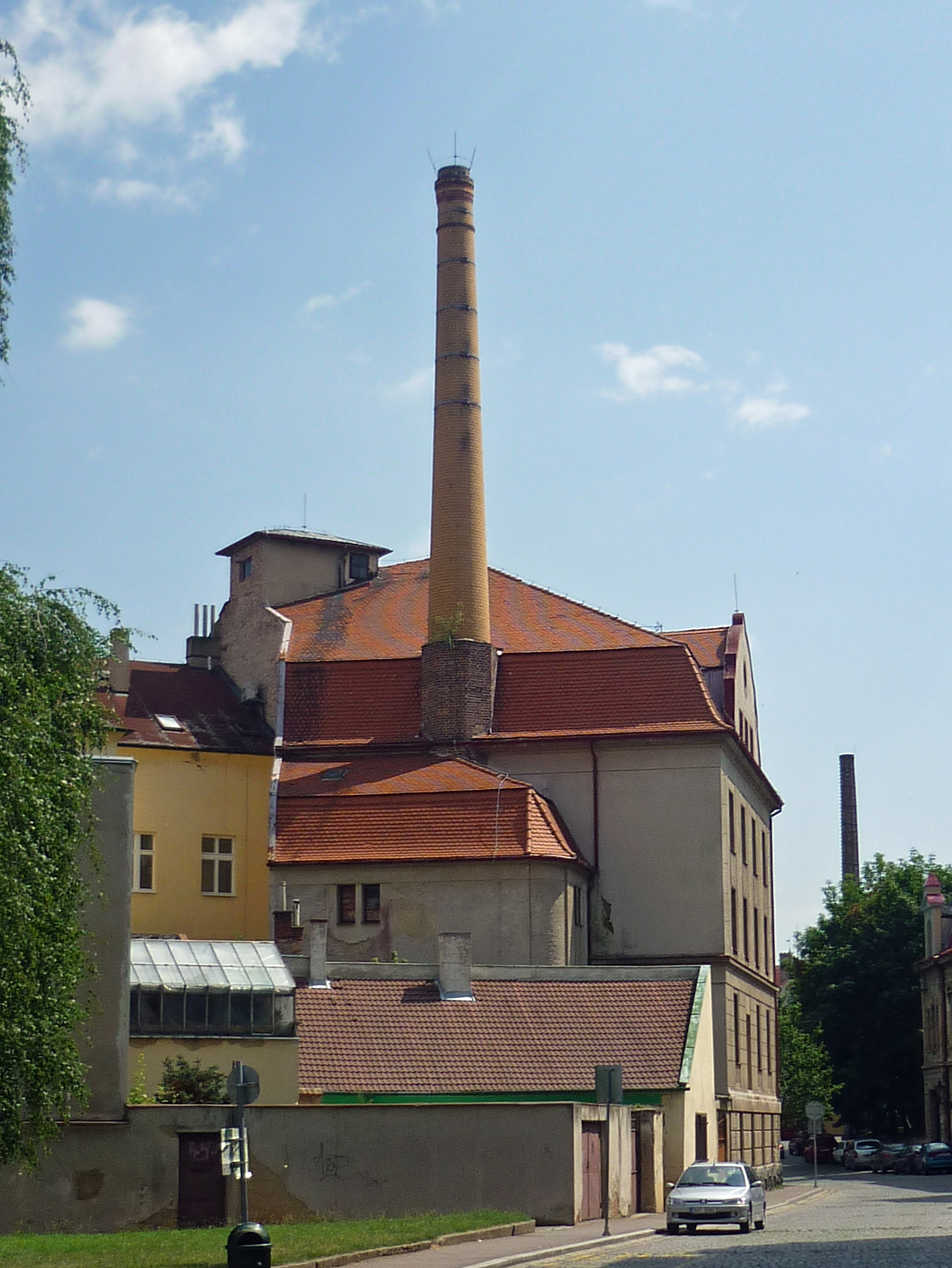
Pohled na komín